# Ławki (województwo kujawsko-pomorskie)
Ławki – osada w Polsce położona w województwie kujawsko-pomorskim, w powiecie rypińskim, w gminie Rogowo.
W latach 1975–1998 miejscowość należała administracyjnie do województwa włocławskiego.